# لی جون هیوک
لی جون هیوک (کره‌ای: 이준혁؛ زادهٔ ۱۳ مارس ۱۹۸۴) بازیگر اهل کره جنوبی است. او بیشتر به خاطر ایفای نقش سو دونگ جه در غریبه (۲۰۱۷–۲۰۲۰) شناخته می‌شود. از نقش‌های قابل توجه او می‌توان به بازمانده برگزیده: ۶۰ روز (۲۰۱۹)، ۳۶۵: سال را تکرار کن (۲۰۲۰)، گودال تاریک (۲۰۲۱)، مأمور خودسر (۲۰۲۳)، دونگ‌جه، خوب یا حرامزاده (۲۰۲۴) و کشف عشق (۲۰۲۵) اشاره کرد.